# Hanne Krogh

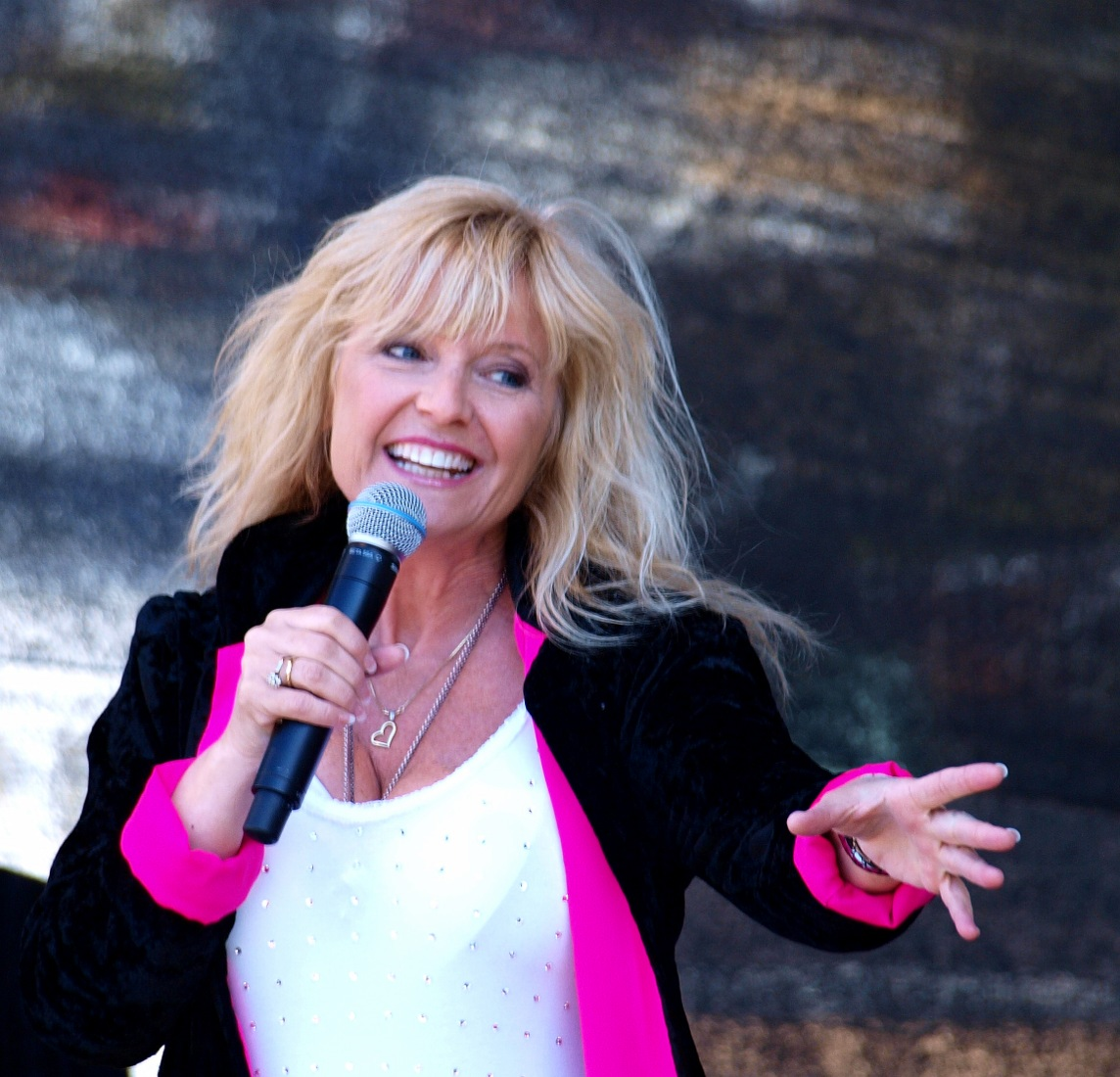
Hanne Krogh

Hanne Krogh (Haugesund, Noorwegen, 24 januari 1956) is een Noorse zangeres.
Op 14-jarige leeftijd nam ze haar eerste album op. Een jaar later won ze de Melodi Grand Prix waardoor ze Noorwegen mocht vertegenwoordigen op het Eurovisiesongfestival 1971 in Dublin met het lied Lykken er.... Ze eindigde op de 17de plaats.
Veertien jaar later won ze het Eurovisiesongfestival 1985. Samen met Elisabeth Andreassen vormde ze het duo Bobbysocks en met La det swinge haalden ze de eerste Noorse zege binnen. In 1991 was het enige jaar dat er geen Melodi Grand Prix werd georganiseerd om de Noorse kandidaat aan te wijzen maar werd deze rechtstreeks aangeduid. Krogh zou in de groep Just 4 Fun naar het Eurovisiesongfestival 1991 gaan met het lied Mrs. Thompson. Krogh herhaalde haar 17de plaats van 20 jaar geleden.
In 1972 deed ze ook mee aan de Melodi Grand Prix, in die tijd werd elk lied door twee artiesten vertolkt, haar lied won wel maar men opteerde toch voor de andere artiest.
In 2005 zong Krogh samen met Andreassen nog een verkorte versie van Let it swing op Congratulations de verjaardagsshow van 50 jaar songfestival.
1960: Nora Brockstedt · 
1961: Nora Brockstedt · 
1962: Inger Jacobsen · 
1963: Anita Thallaug · 
1964: Arne Bendiksen · 
1965: Kirsti Sparboe · 
1966: Åse Kleveland · 
1967: Kirsti Sparboe · 
1968: Odd Børre · 
1969: Kirsti Sparboe · 
1971: Hanne Krogh · 
1972: Grethe Kausland & Benny Borg · 
1973: Bendik Singers · 
1974: Anne-Karine Strøm & Bendik Singers · 
1975: Ellen Nikolaysen · 
1976: Anne-Karine Strøm · 
1977: Anita Skorgan · 
1978: Jahn Teigen · 
1979: Anita Skorgan · 
1980: Sverre Kjelsberg & Mattis Hætta · 
1981: Finn Kalvik · 
1982: Jahn Teigen & Anita Skorgan · 
1983: Jahn Teigen · 
1984: Dollie de Luxe · 
1985: Bobbysocks · 
1986: Ketil Stokkan · 
1987: Kate Gulbrandsen · 
1988: Karoline Krüger · 
1989: Britt Synnøve Johansen · 
1990: Ketil Stokkan · 
1991: Just 4 Fun · 
1992: Merethe Trøan · 
1993: Silje Vige · 
1994: Elisabeth Andreassen & Jan Werner Danielsen · 
1995: Secret Garden · 
1996: Elisabeth Andreassen · 
1997: Tor Endresen · 
1998: Lars Fredriksen · 
1999: Stig Van Eijk · 
2000: Charmed · 
2001: Haldor Lægreid · 
2003: Jostein Hasselgård · 
2004: Knut Anders Sørum · 
2005: Wig Wam · 
2006: Christine Guldbrandsen · 
2007: Guri Schanke · 
2008: Maria Haukaas Storeng · 
2009: Alexander Rybak · 
2010: Didrik Solli-Tangen · 
2011: Stella Mwangi · 
2012: Tooji · 
2013: Margaret Berger · 
2014: Carl Espen · 
2015: Mørland & Debrah Scarlett · 
2016: Agnete · 
2017: JOWST feat. Aleksander Walmann · 
2018: Alexander Rybak · 
2019: KEiiNO · 
2021: Tix · 
2022: Subwoolfer · 
2023: Alessandra · 
2024: Gåte ·
2025: Kyle Alessandro
- Bibsys: 11014432
- International Standard Name Identifier: 0000 0003 6388 2920
- MusicBrainz: 52c53621-64b3-4133-81ca-c329de10569b
- Nationale Bibliotheek van Tsjechië: xx0191299
- Virtual International Authority File: 225258141